# ЗащитнеГ
«ЗащитнеГ», «Защитнег» (англ. Defendor) — канадский супергеройский фильм, снятый в 2009 году. Сценарий и режиссура — Питер Стеббингс, в ролях: Вуди Харрельсон, Кэт Деннингс, Элиас Котеас и Сандра О. Дебют Питера Стеббингса в качестве режиссёра, сценарий к фильму был написан ещё в 2005 году, съёмки начались только в 2009 году в Торонто и Гамильтоне. Фильм вышел на экраны 12 сентября 2009 года.

## Сюжет
Артур Поппингтон — уборщик, который живёт один в заброшенном здании. Его мать была наркоманкой, которая умерла, когда он был ещё маленьким. Артур вообразил, что в этом виноват враг общества — наркодилер Капитан Индустрия, а сам он супергерой, который может бросить ему вызов. Артур считает, что он неуязвим для оружия и обладает сверхспособностями. Друг и начальник Артура Пол пытается отговорить его бороться с преступностью индивидуально, но тот остаётся непреклонен.
Артур пытается выследить Капитана на улицах города. Дело заканчивается тем, что его жестоко избивают уличные бандиты. Артуру помогает девушка по вызову Кэт Деброфкович. Он выздоравливает, ближе знакомится с Кэт и пытается отговорить её от употребления наркотиков. От Кэт он узнаёт о том, как можно найти банду одного из крупных городских наркоторговцев. Выследив банду он пытается их победить, но его снова избивают и в придачу стреляют в него. К счастью его лучший друг Пол Картер узнав о том, что он в беде, успевает спасти его и отправить в больницу. Узнав о том, что её отец жестоко с ней обращается, Артур сбегает из больницы, находит мистера Деброфкович и избивает его, выбросив в мусорный бак.
Артура / Защитнега задерживает полиция, и дело передают в суд. Впрочем, Артур ведёт себя в суде очень наивно и даже не пытается отпираться. Судья, услышав историю о Капитане Индустрия, отправляет обвиняемого на психиатрическое освидетельствование. Делом Защитнега занимается доктор Парк, сочувствующая ему. Об этой истории становится известно городским СМИ, и статья о самодеятельном борце с преступностью получает широкий резонанс. Защитнега выпускают из тюрьмы, но держат под присмотром полиции.
Между тем Кэт берёт в плен коррумпированный полицейский Дуни. Он опасается, что Артуру стало известна его теневая деятельность, и он присылает Артуру записку с угрозами жизни девушки и требованием сохранять молчание. Кэт удаётся освободиться. Защитнег сбегает из полицейского участка и выходит на след одного из городских наркодилеров. Пытаясь задержать их до приезда полиции он сталкивается лицом к лицу с главарём Рэдованом Кристиком, который убивает его из пистолета.
Кэт с полицией опаздывают на помощь, наркодилеры сбегают, а Защитнег умирает на глазах у Кэт. Она обещает ему бросить курить наркотики и найти работу. На следующее утро весь город оплакивает Защитнега под нарисованной на стене фреской из баллончика, которую нарисовали в его честь, а Дуни и Кристик были арестованы. Дуни приговаривают к тюремному заключению, а Кристика экстрадируют в его родную Сербию. Фильм заканчивается тем, что Энджел сидит за своей пишущей машинкой и пишет рассказы об бесстрашном Артуре для газеты.

## В ролях
| Актёр           | Роль                        |
| --------------- | --------------------------- |
| Вуди Харрельсон | Артур Поппингтон/«Защитнег» |
| Элиас Котеас    | сержант Чак Дуни            |
| Майкл Келли     | Пол Картер                  |
| Сандра О        | доктор Эллен Парк           |
| Кэт Деннингс    | Катерина Деброфкович        |
| Кларк Джонсон   | капитан Роджер Фэйрбэнкс    |
| Лиза Рэй        | Доминик Болл                |
| Алан Питерсон   | Рэдован Кристик             |
| Кристин Бут     | Венди Картер                |
| Дакота Гойо     | девятилетний Джек Картер    |
| Грэм Абби       | Констебль Майк              |

## Производство
«ЗащитнеГ» был дебютом Питера Стеббингса, сценариста и режиссёра. Он написал первый черновой вариант сценария «ЗащитнеГа» в 2005 году, когда ему пришла данная идея «целиком». Однако он не смог продать сценарий множеству крупных Голливудских студий, потому что он не вписывался в определённый жанр; По его словам, «ни одна [студия] не хотела приобретать этот сценарий, но все актёры и их агенты наоборот хотели». Николас Табаррок из независимой продюсерской компании Darius Films согласился поддержать проект после того, как он «был зацеплен с первого чтения», и согласился перелететь из Торонто в Лос-Анджелес к Стеббингсу, чтобы он мог встретиться с актёрами. Эллен Пейдж изначально должна была сыграть главную роль в постановке, которая должна была начаться в 2007 году, но она отказалась. Он получил финансирование от канадского кинофонда Telefilm Canada — около четверти 4-миллионного бюджета фильма в виде канадских долларов. После того, как он добавил все свои личные сбережения, у фильма все ещё оставалось 100.000 долларов в рамках финансовых требований. Хотя основные съёмки планировалось провести с 21 ноября по 17 декабря 2008 года, они были отложены до середины января 2009 года и продолжались до конца января. Съёмки фильма проходили в Торонто и его окрестностях, а также в Гамильтоне, Онтарио. Конкретные места съёмок включали центр города Гамильтона, региональную больницу Хамбер-Ривер и склад в Торонто.
Продюсеры проконсультировались с работниками социальных служб Торонто и проститутками и декриминализовали активистку секс-работников Венди Бэбкок, чтобы помочь Кэт Деннингс развить свой характер; им нужны были люди с опытом употребления крэка и секс-работы, чтобы она могла создать более реалистичного персонажа.

## Релиз
Мировая премьера «ЗащитнеГа» состоялась на Международный кинофестиваль в Торонто 2009 в сентябре. Sony Pictures Worldwide Acquisitions Group приобрела права на распространение фильма в Соединенных Штатах и большей части Азии, Европы и Южной Америки. Канадские права были предварительно проданы Alliance Films в рамках сделки по финансированию фильма.
Однако Sony Pictures Worldwide Acquisitions Group решила не выпускать фильм в США театрально, поэтому Darius Films самостоятельно выпустил фильм в США театрально 26 февраля 2010 года.

## Выход на видео
Фильм вышел на DVD 13 апреля 2010 года.

## Критика и отзывы
«ЗащитнеГ» получил неоднозначные отзывы. Веб-сайт Rotten Tomatoes дал фильму 74% свежести на основе 23 рецензий со средней оценкой 6,33/10. Консенсус сайта гласит: «Возможности ЗащитнеГа ́ иногда превышают его возможности, но этот уникальный взгляд на жанр супергероев поддерживается твёрдой работой Вуди Харрельсона».
Линда Барнард из «Торонто стар» написала, что сценарист/режиссер Стеббингс наполняет ЗащитнеГа юмористическими отрывками, комические угощения появляются быстро и без фанфар, а Дэвид Жермен из «Ассошиэйтед Пресс» обвинил фильм в непоследовательном тоне.